# 공산성의 혈투
"공산성의 혈투"는 1968년 공개된 대한민국의 영화이다.

## 배역
- 박노식 : 마모 역
- 문희 : 미루 역
- 허장강 : 해두 역
- 이경희
- 김칠성 : 묘방령 역
- 최성호 : 병관좌평 해구 역
- 장혁
- 김희준 : 칠성 낭자 역